# Paulius Jankūnas
Paulius Jankūnas (Kaunas, 29 aprile 1984) è un ex cestista lituano.
Alto 204 cm, giocava come ala.

## Carriera
Jankūnas ha giocato due stagioni con la Kauno Žalgiris-Sabonio mokykla, seconda squadra del team Žalgiris Kaunas militante nella LKAL (secondo livello del campionato lituano), conquistando il titolo nel 2003. Fu nominato MVP della lega grazie ad una media di 20 punti, 12,3 rimbalzi e 1,5 stoppate a partita. Nel 2003 ha anche partecipato al Reebok Eurocamp a Treviso.
Nella stagione 2003-04 Jankūnas esordisce nella prima squadra dello Žalgiris Kaunas e nella stagione 2008-09, grazie ad una media di 15,4 punti e 7,7 rimbalzi a partita, venne nominato nella Lega Baltica MVP della stagione. In questa stagione registrò in Eurolega anche il season-high di 23 punti (8/10 dal campo) nella gara vinta contro Asseco Prokom Sopot.
Il 14 agosto 2009 Jankūnas firma un contratto della durata di due anni con il B.K. Chimki, ma rimase solo un anno perché, il 24 luglio 2010, ritorna allo Žalgiris Kaunas.
Nel corso dei suoi anni in Lituania, Jankūnas ha contribuito alla vittoria dei numerosi trofei nella bacheca dello Žalgiris, tra cui 14 LKL, 8 Coppe di Lituania e 4 campionati di Lega Baltica.
Il 15 gennaio 2020, durante la partita vinta contro la Stella Rossa, Jankūnas divenne il miglior rimbalzista della storia dell'Eurolega raggiungendo quota 1783 rimbalzi.

## Nazionale
Jankūnas ha vestito la maglia della nazionale già ai tempi delle giovanili, partecipando al Campionato europeo Under-19 nel 2002 e ai Mondiali Under-19 del 2003, conquistando due medaglie d'argento. Jankūnas ha vinto anche una medaglia di bronzo nel Campionato europeo Under-20 2004, diventando leader nella classifica rimbalzi con una media di 12,3 a partita, e una medaglia d'oro nei Mondiali Under-21 2005, registrando una media di 12,8 punti e 8,6 rimbalzi a partita.
Lo stesso anno ha anche esordito nella nazionale maggiore lituana partecipando a FIBA EuroBasket 2005, classificandosi quinto e registrando una media di 8,2 punti e 4 rimbalzi a partita.
Con la nazionale ha anche conquistato la mediaglia di bronzo a EuroBasket 2007 e ai Mondiali FIBA 2010 ed una medaglia d'argento a EuroBasket 2015.
Jankūnas ha inoltre partecipato a due Olimpiadi, Londra 2012 e Rio de Janeiro 2016.

## Statistiche

### Eurolega
| Anno      | Squadra         | PG  | PT  | MP   | TC%  | 3P%  | TL%  | RP  | AP  | PRP | SP  | PP   |
| --------- | --------------- | --- | --- | ---- | ---- | ---- | ---- | --- | --- | --- | --- | ---- |
| 2003-2004 | Žalgiris Kaunas | 16  | 5   | 13,6 | 52,6 | 0,0  | 63,6 | 2,9 | 0,6 | 0,5 | 0,2 | 4,6  |
| 2004-2005 | Žalgiris Kaunas | 20  | 12  | 18,8 | 54,4 | 14,3 | 58,1 | 4,2 | 0,6 | 0,7 | 0,1 | 6,2  |
| 2005-2006 | Žalgiris Kaunas | 20  | 10  | 24,5 | 46,8 | 25,0 | 71,4 | 6,8 | 1,2 | 0,4 | 0,3 | 10,8 |
| 2006-2007 | Žalgiris Kaunas | 13  | 8   | 27,0 | 48,3 | 20,8 | 67,3 | 7,0 | 1,0 | 1,2 | 0,2 | 9,5  |
| 2007-2008 | Žalgiris Kaunas | 20  | 19  | 21,6 | 50,4 | 32,4 | 77,1 | 4,8 | 0,8 | 0,8 | 0,4 | 8,6  |
| 2008-2009 | Žalgiris Kaunas | 9   | 9   | 31,2 | 44,0 | 29,6 | 77,8 | 8,0 | 1,2 | 1,0 | 0,6 | 13,8 |
| 2009-2010 | Chimki          | 16  | 16  | 24,9 | 47,5 | 37,7 | 77,3 | 4,9 | 0,8 | 0,8 | 0,3 | 8,2  |
| 2010-2011 | Žalgiris Kaunas | 16  | 8   | 26,3 | 47,6 | 15,2 | 81,8 | 6,9 | 0,9 | 0,6 | 0,4 | 9,4  |
| 2011-2012 | Žalgiris Kaunas | 16  | 16  | 23,4 | 44,7 | 33,3 | 72,7 | 5,6 | 0,8 | 0,8 | 0,3 | 7,8  |
| 2012-2013 | Žalgiris Kaunas | 17  | 16  | 24,8 | 46,5 | 29,2 | 84,4 | 4,8 | 1,2 | 0,8 | 0,2 | 8,2  |
| 2013-2014 | Žalgiris Kaunas | 21  | 21  | 26,2 | 46,5 | 25,7 | 77,1 | 6,5 | 1,9 | 1,1 | 0,3 | 8,8  |
| 2014-2015 | Žalgiris Kaunas | 24  | 23  | 24,2 | 48,0 | 30,0 | 80,0 | 6,5 | 1,1 | 0,6 | 0,5 | 9,1  |
| 2015-2016 | Žalgiris Kaunas | 24  | 23  | 25,6 | 49,5 | 31,0 | 83,7 | 6,2 | 1,5 | 0,9 | 0,2 | 12,3 |
| 2016-2017 | Žalgiris Kaunas | 30  | 30  | 23,6 | 52,0 | 39,6 | 86,8 | 6,1 | 1,5 | 0,6 | 0,4 | 13,0 |
| 2017-2018 | Žalgiris Kaunas | 35  | 34  | 22,1 | 57,6 | 37,5 | 83,3 | 4,9 | 1,4 | 0,5 | 0,3 | 11,3 |
| 2018-2019 | Žalgiris Kaunas | 17  | 9   | 16,1 | 50,0 | 25,0 | 89,2 | 3,1 | 0,9 | 0,2 | 0,2 | 6,2  |
| 2019-2020 | Žalgiris Kaunas | 27  | 12  | 13,7 | 38,4 | 14,3 | 75,9 | 3,1 | 0,8 | 0,4 | 0,1 | 3,0  |
| 2020-2021 | Žalgiris Kaunas | 34  | 8   | 15,9 | 43,6 | 27,6 | 91,1 | 4,4 | 1,0 | 0,5 | 0,1 | 3,9  |
| 2021-2022 | Žalgiris Kaunas | 17  | 4   | 12,7 | 42,3 | 40,9 | 90,9 | 2,6 | 0,6 | 0,5 | 0,2 | 3,7  |
| Carriera  | Carriera        | 392 | 283 | 21,4 | 49,0 | 29,7 | 79,3 | 5,1 | 1,1 | 0,6 | 0,3 | 8,3  |

## Palmarès

### Squadra
- Campionato lituano: 15

Žalgiris Kaunas: 2003-04, 2004-05, 2006-07, 2007-08, 2010-11, 2011-12, 2012-13, 2013-14, 2014-15, 2015-16, 2016-17, 2017-18, 2018-19, 2019-20, 2020-21
- Coppa di Lituania: 10

Žalgiris Kaunas: 2007, 2008, 2011, 2012, 2015, 2017, 2018, 2019-20, 2020-21, 2021-22
- Lega Baltica: 4

Žalgiris Kaunas: 2004-05, 2007-08, 2010-11, 2011-12

### Individuale
- MVP Lega Baltica: 1

Žalgiris Kaunas: 2008-09
- MVP Coppa di Lituania: 1

Žalgiris Kaunas: 2011
- Lietuvos krepšinio lyga MVP finali: 2

Žalgiris Kaunas: 2010-11, 2013-14
- All-Euroleague Second Team: 1

Žalgiris Kaunas: 2017-18